# 官職難儀
官職難儀（かんしょくなんぎ）は、戦国時代に吉田兼右によって書かれた有職故実に関する書。永禄6年（1563年）以前の著とされている。北畠親房の『職原鈔』の補完を目指しており、同書を未だ学習していない初学者向けの質問に対して著者が答える形式となっており、最終的には『職原鈔』を理解できるようになることを目的としている。
官職・官位相当・除目・上日などの公家社会の諸制度について基本的な解説を加えるとともに、戦国期の紊乱した公家社会などに対する批判なども書き加えられている。